# Feni (fleuve)
Pour les articles homonymes, voir Feni.
Le Feni est un fleuve d'Inde et du Bangladesh qui a son embouchure dans le Golfe du Bengale. Elle constitue en partie la frontière entre les deux pays.

## Géographie
D'une longueur de 116 km.

## Hydrologie
Son régime hydrologique est dit pluvial tropical à moussons.